# TZ Ворона
TZ Ворона (лат. TZ Corvi), HD 104340 — двойная звезда в созвездии Ворона на расстоянии приблизительно 3 522 световых лет (около 1 080 парсек) от Солнца. Видимая звёздная величина звезды — от +8,47m до +8,27m.

## Характеристики
Первый компонент — оранжево-жёлтый гигант**, пульсирующая полуправильная переменная звезда типа SRD (SRD) спектрального класса G6/8IIICNII, или K2, или K3III. Масса — около 4,919 солнечных, радиус — около 62,078 солнечных, светимость — около 1008,596 солнечных. Эффективная температура — около 4300 K.
Второй компонент — коричневый карлик. Масса — около 73,29 юпитерианских. Удалён в среднем на 2,544 а.е..